# Францискански катастар
Францискански катастар, такође зван и Други катастар или Други војни премер Аустријског царства је свеобухватни катастар на просторима под влашћу Хабзбурга. Израђен је почетком 19. века (1806–1869) а састоји се од око 3300 ручно цртаних мапа у боји које покривају наследне земље Хабзбурга. Ово мапирање је за потребе царске војске наредио Хабзбуршки владар Франц II, цар Светог римског царства те је по њему назван, иако се мапирање комплетног подручја завршило тек под Фрањом Јосифом у првим данима Аустроугарске.
Разрада пројекције мапа катастра слична је оној код првог војног премера, са мањим изменама и корекцијама. Катастар се данас чува у Војном архиву Аустријског државног архива.